# May Staveley
May Christophera Staveley (14 mai 1863 - 20 décembre 1934) est une universitaire britannique. Elle fonde et dirige Clifton Hill House, la première résidence universitaire pour femmes de Bristol.

## Biographie
May Staveley naît à Wisbech en 1863, quatrième fille d'Ann Stavely et Eastland Staveley. Elle est en grande partie éduquée à domicile, avec peut-être une période scolaire à Londres, puis elle s'inscrit en histoire moderne au Somerville College d'Oxford à l'âge de 32 ans. Elle obtient une mention bien aux examens en 1898 mais l'université d'Oxford ne délivre pas de diplômes aux étudiantes, et comme d'autres steamboat ladies, elle obtient un master ad eundem du Trinity College de Dublin. L'université de Bristol lui délivre ultérieurement un master honorifique.
Après son diplôme, elle devient la première directrice d'une résidence universitaire pour femmes de Birmingham. En 1905, elle devint directrice de la résidence pour femmes de l'université de Liverpool et chargée de cours d'histoire. En 1907, elle est nommée maître de conférences en histoire et tutrice d'étudiantes à l'université de Bristol. Elle est également devenue présidente de la branche de Bristol de la Fédération internationale des femmes diplômées des universités.

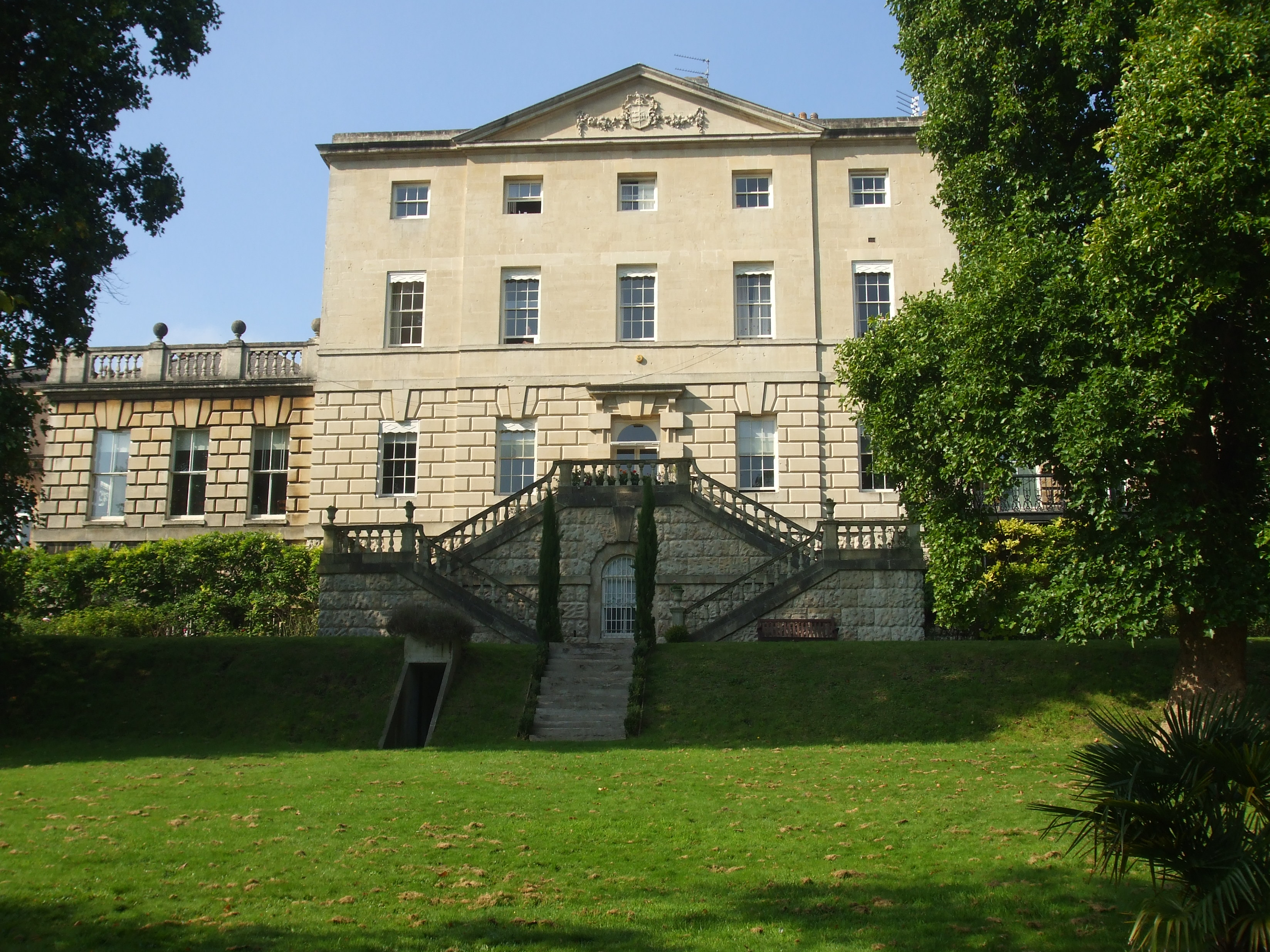
Clifton Hill House

May Staveley convainc l'université de Bristol d'acheter Clifton Hill House, aidée par ses partisans de la famille Symonds en 1909, afin de créer la première résidence pour femmes du sud-ouest de l'Angleterre. Clifton Hill était le domicile de John Addington Symonds et de sa famille depuis 1851.
En 1911, l'université reprend la gestion de la maison et achète la Callandar House, bâtiment adjacent de la fin du 18e siècle classé grade II. Pendant la guerre, Staveley est secrétaire bénévole du Women's War Work Fund de son université. Elle travaille en France pour les Quakers avant la guerre et le Fonds organise une résidence pour les réfugiés de Belgique. Callandar House est agrandie dans les années 1920.
May Staveley meurt à Clifton Hill House en 1934. Sa popularité était telle que les funérailles quaker ont lieu un samedi pour permettre au personnel universitaire et aux étudiants d'y assister.